# Гіацинтове сонце (альбом)
«Гіацинтове сонце» — п'ятий студійний альбом співачки Ольги Богомолець. Здебільшого за віршами поетеси Ліни Костенко, але і за власними також. Випущений 2010 року.
Тут Ольга Богомолець вперше – на відміну від трьох попередніх альбомів – співає не під гітару. Це не плюс і не мінус, просто звучить по-іншому, трохи незвично. Десь додає глибини, десь – м’якості, десь, навпаки, додає пульсації і робить паузи більш насиченими. Втім, головним інструментом все одно лишається – голос, інтонація. Недарма голос Ольги прозвали колись "оксамитовим" – так було, так є і тепер. Недарма її альбоми досить нелегко знайти – кожен з них стає справжнім подарунком для тих, хто любить і вміє слухати. Бо, зрештою, вона абсолютно точно – роздумує і розуміє, про що співає, і це чутно... Ясна річ, в такому випадку вірші мають велике значення – і Ольга завжди підходила до вибору відповідально. Ну а цього разу весь альбом – 2 диски, 33 пісні – присвячено творчості Ліни Костенко. І навіть не хочеться говорити про те, скільки в поезіях Ліни Костенко краси, любові, болю, розуму, пристрасті, споглядання.. Так, все це є тут. Але головне, мабуть, що вони – гранично чесні. І саме чесність здатна робити ці красу, біль, любов, розуміння – вагомими, глибокими, відчутними і важливими для інших. Для нас. І чи треба казати, що Ольга Богомолець співає саме чесно...

## Композиції
1. «Напитись Голосу Твого...»
2. «А Що- І Я Спочину На Хвилинку»
3. «Недумано, Негадано»
4. «Ті Журавлі, І Їх Прощальні Сурми...»
5. «Ти Половець, Ти Правнук Печеніга...»
6. «І як тепер тебе забути?»
7. «Двори Стоять У Хуртовині Айстр»
8. «І Місячну Сонату Уже Створив Бетховен...»
9. «Що В Нас Було...»
10. «Хай Буде Легко. Дотиком Пера»
11. «Чоловіче Мій, Запрягай Коня...»
12. «Очима Ти Сказав Мені- Люблю...»
13. «І Не Минає, Не Минає...»
14. «В Дні Прожиті Печально І Просто...»
15. «Осінній День, Осінній День, Осінній»
16. «І Знову Пролог»

Музика — «Ольга Богомолець», слова — переважно Ліна Костенко і Ольга Богомолець.